# 第八大道車站 (BMT海灘線)
第八大道車站（英語：Eighth Avenue station）是紐約地鐵BMT海灘線的一個慢車地鐵站，位於布魯克林日落公園第八大道及62街交界，設有N線（任何時候停站）、W線（僅繁忙時段停站）列車服務。

## 車站結構
| G        | 街道層   | 閘機、出入口、MetroCard自動售票機 Elevator inside station house at northwest corner of Eighth Avenue and 62nd Street. Note: Southbound platform is not wheelchair-accessible. |
| P 月台層 | 側式月台 | 側式月台 |
| P 月台層 | 北行慢車 | ← 往阿斯托利亞-迪特馬斯林蔭路 (59街) ← 往96街 (只限平日時段) (59街) ← 往阿斯托利亞-迪特馬斯林蔭路 (只限平日時段) (59街)                                                       |
| P 月台層 | 北行快車 | ← 無定期服務 |
| P 月台層 | 南行快車 | → 道床 |
| P 月台層 | 南行慢車 | → 往康尼島-斯提威爾大道 (漢密爾頓堡公園道) → → 往86街 (只限平日時段) (漢密爾頓堡公園道) →                                                                                     |
| P 月台層 | 側式月台 | |

此切土車站在1915年6月22日啟用，設有兩個側式月台和四條軌道，但兩條中央快車軌道正常情況下使用。往康尼島方向軌道與路線切斷了，而往曼哈頓方向軌道使用了雙向信號。
長島鐵路灣脊區支線下穿此站，並可在車站北端看見。

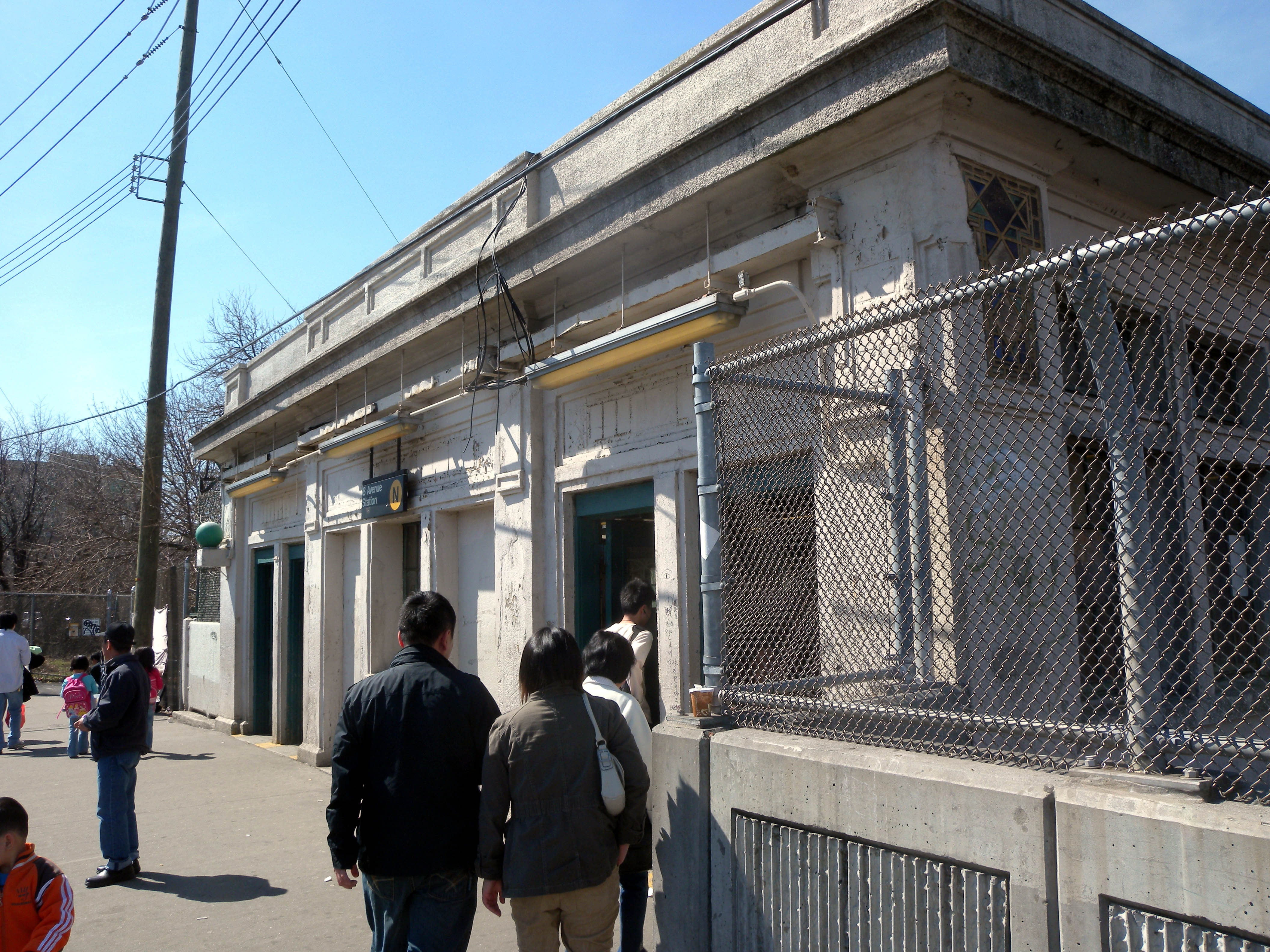
車站屋

此站是海灘線最北端的車站。此站以北，往康尼島方向快車軌道在往曼哈頓方向快車軌道與慢車軌道匯合，路線轉向北進入BMT第四大道線的隧道時結束。

## 外部連結

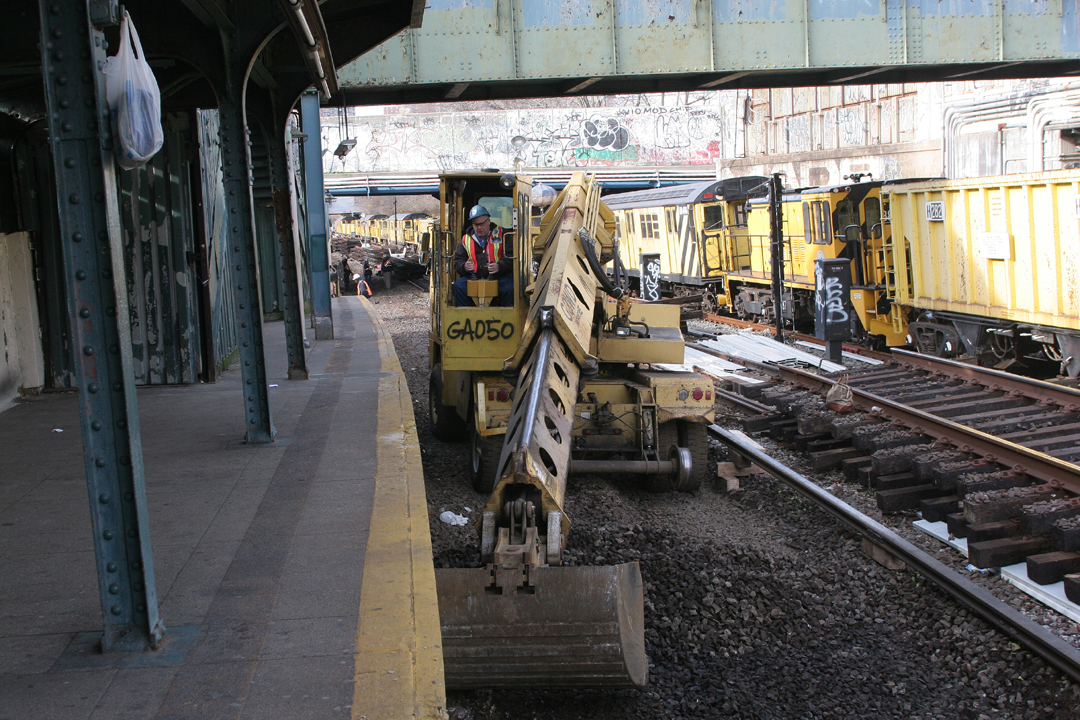
工程

- nycsubway.org—BMT Sea Beach Line: 8th Avenue
- Station Reporter — N train
- The Subway Nut — 8th Avenue Pictures （页面存档备份，存于）
- Eighth Avenue entrance from Google Maps Street View （页面存档备份，存于）
- Uptown & Temporary Platforms from Google Maps Street View